# Knut Höökenberg
Knut Erik Vänne Höökenberg, född den 17 mars 1808 i Arboga, död där den 9 juli 1869, var en svensk journalist.
Höökenberg, som tillhörde adliga ätten Höökenberg, blev student vid Uppsala universitet 1823 och utbildade sig sedan till lantmätare (examen 1827). Han påbörjade en officersbana vid Helsinge regemente 1829 men tvingades till avsked 1832 efter slaganfall. År 1837 fick han titeln löjtnant. 
I Uppsala skaffade han sig färdigheter som skorstensfejare men perioden som skorstensfejarmästare i Linköping blev enbart en kort parentes. Han levde sin huvudsakliga tid i Stockholm där han hade tjänst hos Brahe och samtidigt från starten som anställd journalist försåg tidningen Aftonbladet med material. Yrkesmässigt verkade han också som uppfinnare och drev en teknisk fabrik samt uppsatte idrottsspel från 1829 till 1860-talet. Hans olympiska spel inspirerade den unge Victor Balcks idrottsbana.
För eftervärlden är kanske Höökenberg mest känd för sin sista period i livet då han som åldrad underhållare skänkte barnbalerna sitt intresse. Som "muntrationsråd" åkte han runt i Sverige och roade yngre och äldre. Han utgav även böcker i samma ämne. I Arboga finns målningen Muntrationen, som föreställer "muntrationsrådet", på väggen av Nicolai kulturhus vid Hökenbergs gränd 1, huset där Höökenberg var uppvuxen och som då kallades Höökenbergska gården.